# Nikon Coolpix 990
Le Nikon Coolpix 990 est un appareil photographique numérique de type compact fabriqué par Nikon de la série de Nikon Coolpix.

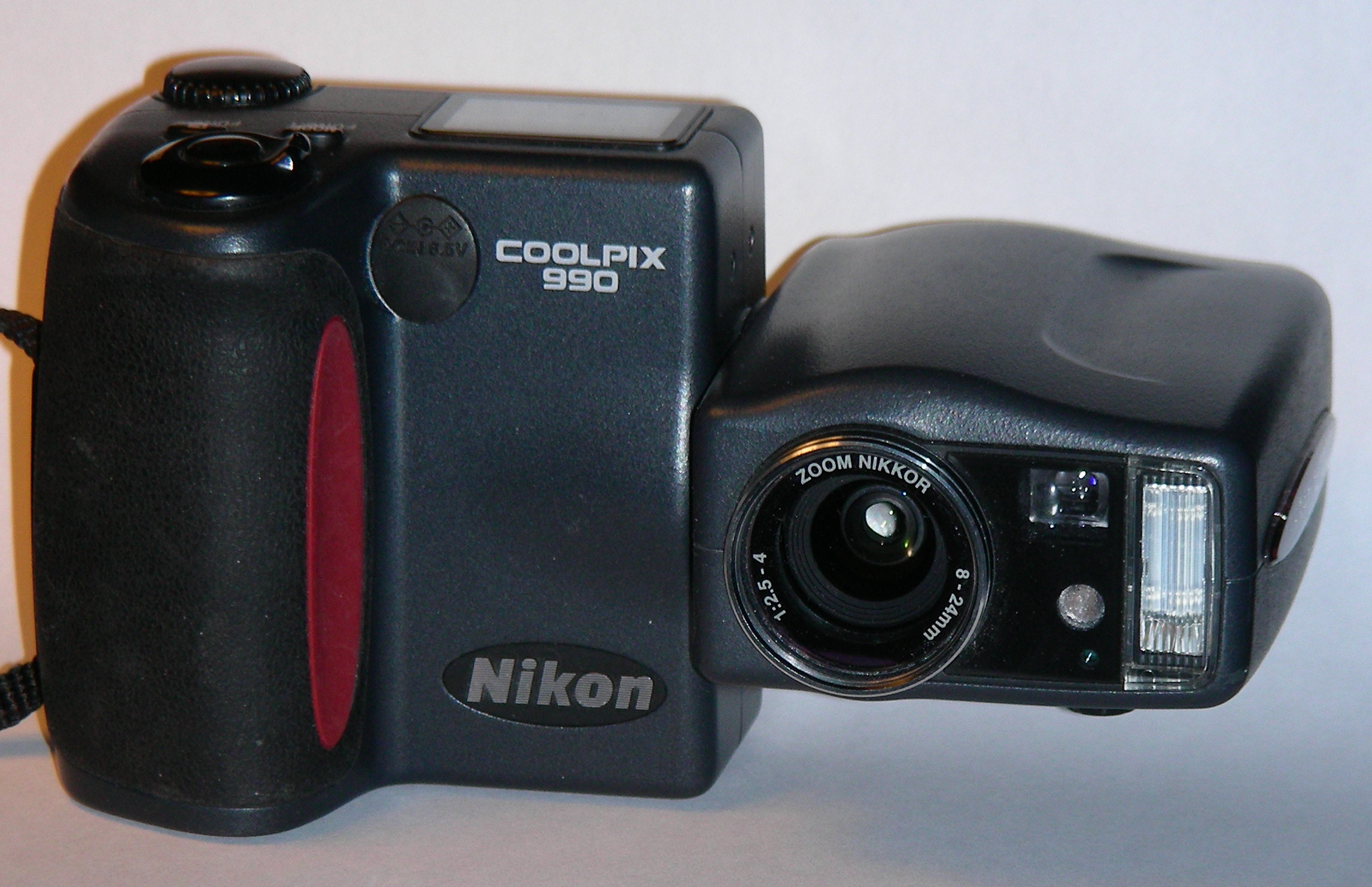
Coolpix 990

Commercialisé en avril 2000, le 990 est un appareil photo avec un corps sur pivot aux dimensions de 14,9 × 7,9 × 3,8 cm, une définition de 3,2 mégapixels et un zoom optique de 3×. Sa particularité lui permet d'orienter l'objectif indépendamment du corps suivant les besoins de la prise de vue et de prendre des photos inédites.
Sa portée minimum de la mise au point est de 30 cm ramenée à 2 cm en mode macro.
L’ajustement de l'exposition est possible dans une fourchette de ±2,0 par paliers de 0,33 EV.

La balance des blancs se fait de manière automatique, mais également semi-manuelle avec 5 options préréglées (ensoleillé, lumière incandescent, nuageux, éclair et tubes fluorescents).
La fonction "BSS" (Best Shot Selector) sélectionne parmi dix prises de vues successives, l'image la mieux exposée et l'enregistre automatiquement.

Son flash incorporé a une portée effective de 9 m et dispose de la fonction atténuation des yeux rouges.

Sa production est maintenant arrêtée. Il a été remplacé par le Coolpix 4500.

## Caractéristiques
- Capteur CCD 1/1,8 pouce : définition : 3,34 millions de pixels - effective : 3,2 millions de pixels
- Zoom optique : 3×, numérique : 4×
  - Distance focale équivalence 35 mm : 38-115 mm
  - Ouverture maximale de l'objectif : F/2,5-F/4
- Vitesse d'obturation : 8 à 1/1000 seconde
- Sensibilité : auto et manuel 100 - 200 et 400 ISO
- Stockage : CompactFlash type I - pas de mémoire interne
- Définition image maximum : 2048×1536 au format JPEG (Exif) et TIFF
- Autres définitions image : 640×480 - 1024×768 - 2048×1360
- Connectique : USB 1.1, Sortie vidéo composite (phono RCA)
- Écran LCD de 1,8 pouce - matrice active TFT de 110 000 pixels
- Batterie : 4 piles alcalines AA (LR6) autonomie : 60 min
- Poids : 411 g sans accessoires (batterie et carte mémoire) - 509 g avec batterie
- Finition : noir